# Anfield
Anfield es un estadio localizado en el distrito homónimo, en la ciudad de Liverpool, en Inglaterra (Reino Unido). Su dirección es Anfield Road, Liverpool L4 0TH. Fue construido en 1884 y fue la casa del Everton Football Club desde entonces hasta 1891, año en que el club se marchó después de un desacuerdo económico y luego construyó su sede en Goodison Park. Desde 1892, es el estadio del Liverpool Football Club, equipo formado a partir de la salida del Everton de Anfield. Es un estadio de categoría elite según los criterios de la UEFA y ha albergado numerosos partidos internacionales a nivel profesional, incluyendo encuentros de la selección inglesa de fútbol. El inmueble además fue utilizado durante la Eurocopa de 1996.
El estadio comprende cuatro tribunas: Spion Kop, Main Stand ("Tribuna Principal"), Kenny Dalglish Stand ("Tribuna Kenny Dalglish") y Anfield Road ("Camino de Anfield"). La asistencia récord de 61 905 espectadores fue establecida en 1952 en un partido de la FA Cup entre Liverpool Football Club y Wolverhampton Wanderers Football Club. Este hito tuvo lugar antes de que se instalaran asientos para cada espectador en el recinto. La instalación de asientos se realizó siguiendo las recomendaciones del llamado informe Taylor. La remodelación de la tribuna Anfield Road, completada en 2024, ha aumentado la capacidad del estadio a más de 61 000 espectadores,por lo que es el quinto estadio más grande de Inglaterra.

## Historia
Abierto por primera vez en 1884, Anfield originalmente fue propiedad de John Orrell, un cervecero y amigo de John Houlding, quien sería el fundador del Liverpool Football Club. Orrell, que era el arrendatario de Anfield, decidió permitirle al Everton Football Club alquilar el inmueble por una pequeña cuota. El primer partido celebrado en Anfield fue el 28 de septiembre de 1884 entre Everton Football Club y Earlestown Football Club, el cual resultó en victoria del Everton por 5:0. Durante la tenencia del estadio por parte del Everton, se erigió una pequeña tribuna para dar cabida a algunos de los 8000 espectadores que regularmente asistían a los partidos. Houlding le compró a Orrell el estadio en 1891 y propuso incrementar la renta de £100 a £250 por año. El Everton Football Club se negó a cumplir sus demandas y se mudó a Goodison Park. Houlding se quedó entonces con un estadio vacío, y decidió formar un nuevo equipo para ocuparlo. El equipo fue llamado Liverpool Association Football Club, y su primer partido en Anfield se jugó el 1 de septiembre de 1892 contra Rotherham Town Football Club, ganando los locales 7:0.
El primer partido de liga del Liverpool Football Club en Anfield se celebró el 9 de septiembre de 1893 contra Lincoln City Football Club, partido que ganaría el Liverpool Football Club 4:0 ante 5000 espectadores. En 1895 se construyó una nueva tribuna con capacidad para 3000 aficionados. La misma fue erigida en el sitio donde ahora se encuentra Main Stand. La tribuna tenía un distintivo gablete rojo y blanco y era similar a la tribuna principal del estadio St James' Park del Newcastle United Football Club. Se construyó otra tribuna con madera y hierro ondulado por el lado de la calle Anfield Road en 1903. Después de que el Liverpool Football Club ganara su segundo campeonato de Liga en 1906, se erigió una nueva tribuna a lo largo de Walton Breck Road. El periodista local Ernest Jones, quien era el editor deportivo de los diarios Liverpool Daily Post y Liverpool Echo, bautizó a la tribuna como Spion Kop. Fue llamada así en honor a una famosa colina de Sudáfrica donde en 1900 un regimiento local había sufrido fuertes bajas durante las Guerras de los Bóeres. Más de 300 hombres —muchos de ellos originarios de Liverpool— habían muerto allí mientras las fuerzas británicas intentaban tomar la colina, la cual era un valioso punto estratégico. Por la misma época se levantó otra tribuna a lo largo de Kemlyn Road, completando así las cuatro tribunas que ha mantenido el estadio desde entonces.
El estadio permaneció casi sin modificaciones hasta 1928 cuando la Kop fue rediseñada y expandida para dar cabida a 30 000 espectadores al mismo tiempo que fue techada. Muchos estadios en Inglaterra tenían tribunas nombradas en honor a Spion Kop, no obstante, la de Anfield era la mayor Kop del país en esa época. Era capaz de albergar más aficionados que algunos estadios enteros. El mástil del SS Great Eastern, uno de los primeros barcos metálicos, fue rescatado del mar en Rock Ferry, cerca de Liverpool, y transportado hasta el valle de Everton para ser erigido al lado de la Kop donde sigue estando de pie, sirviendo como asta de bandera.

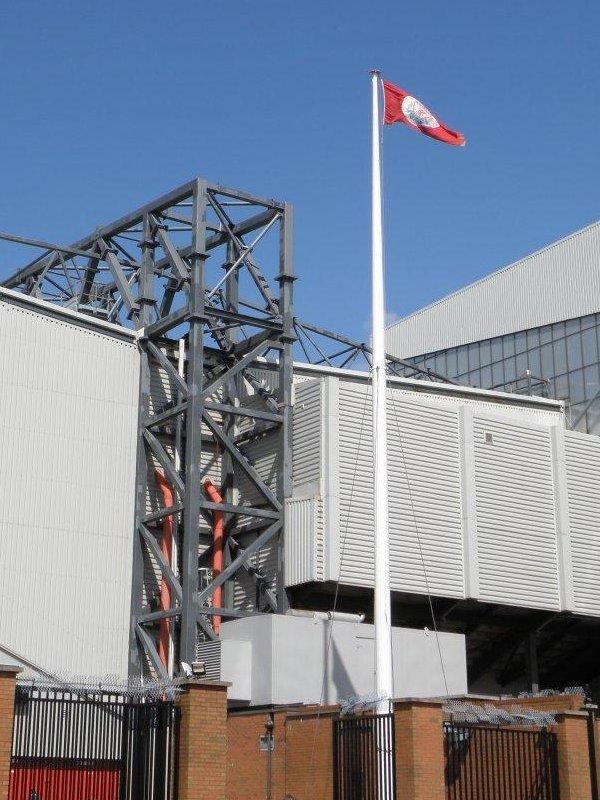
Mástil procedente del Great Eastern.

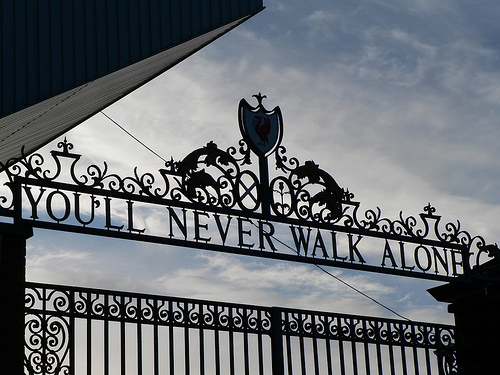
Puertas de Shankly.

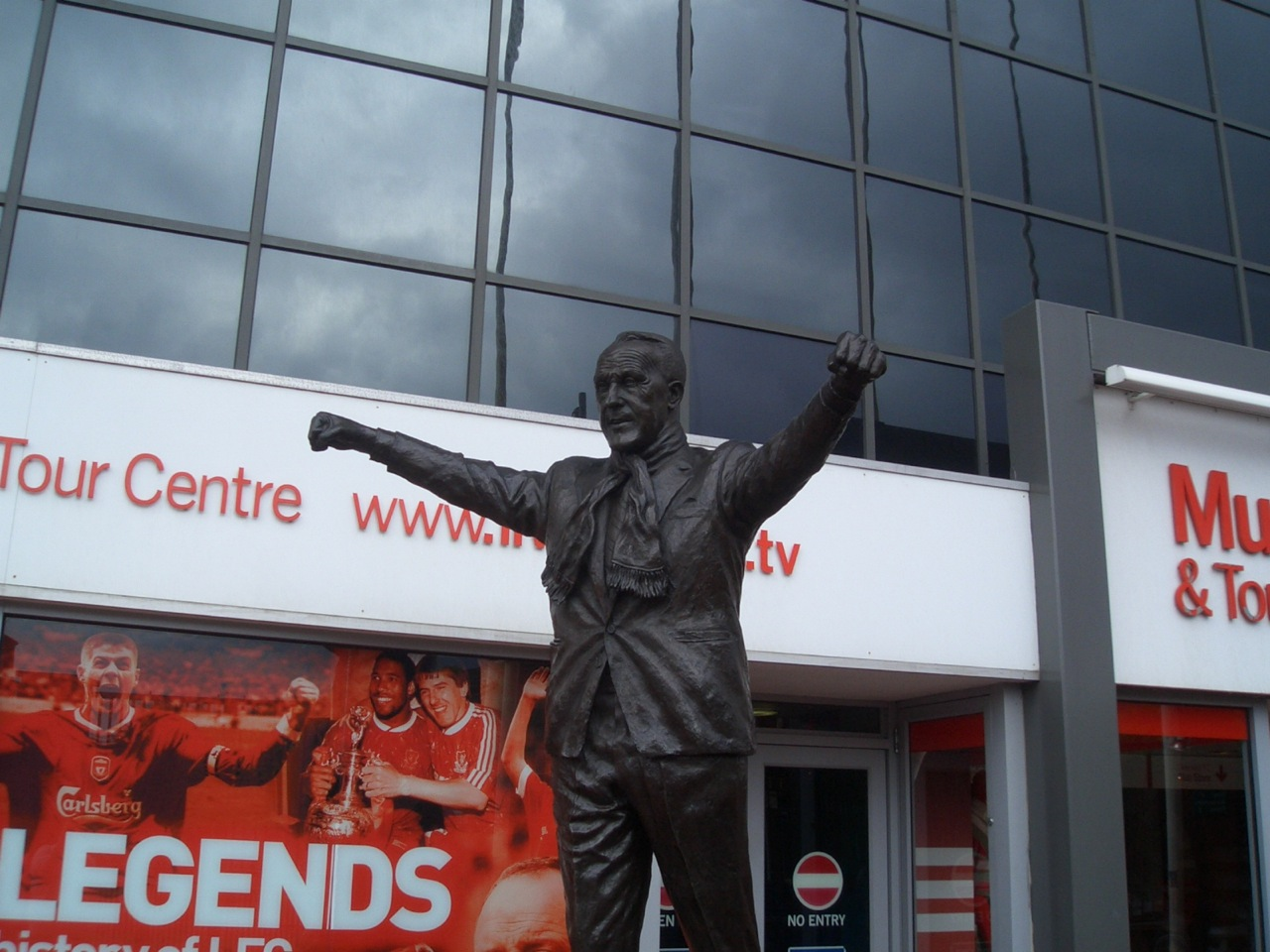
Estatua conmemorativa de Bill Shankly localizada al exterior de Anfield.

En 1957 se instaló el sistema de iluminación y el 30 de octubre de ese año se encendieron por primera vez  las lámparas para un partido contra Everton Football Club, al tiempo que se conmemoraba el 75° aniversario de la Liverpool County Football Association. En 1963 la vieja tribuna de Kemlyn Road fue reemplazada por una tribuna voladiza, la cual tuvo un costo de 350 000 libras y era capaz de dar cabida a 6700 espectadores. Dos años después se hicieron modificaciones en el extremo de Anfield Road, convirtiendo a la tribuna en una extensa área techada pero en donde los aficionados estarían de pie. Otra alteración mayor vino en 1973 cuando se derribó la antigua Main Stand, que fue reemplazada por una nueva tribuna en su lugar. Al mismo tiempo, las antiguas lámparas fueron retiradas para instalar otras nuevas sobre las tribunas de Kemlyn Road y Main Stand. La nueva tribuna fue inaugurada oficialmente el 10 de marzo de 1973 por el Duque de Kent. En los años 1980 una zona sin construir localizada entre Main Stand y el terreno de juego fue convertida en zona de asientos, y en 1982 se instalaron más asientos en la parte de Anfield Road.
Las Puertas de Shankly fueron erigidas en 1982, siendo un tributo al exentrenador del equipo Bill Shankly que acababa de fallecer; la viuda de Shankly, Nessie, abrió las puertas por primera vez el 26 de agosto de 1982. Sobre las puertas se encuentran las palabras You'll Never Walk Alone ("Nunca caminarás solo"), inspiradas en la canción de Gerry & The Pacemakers que los aficionados de Liverpool Football Club han adoptado como himno del equipo.
Se añadieron asientos de color y un local para policías a la tribuna de Kemlyn Road en 1987. En 1989, después de la Tragedia de Hillsborough, en el informe Taylor se recomendó que, antes de mayo de 1994, se instalaran asientos para todos los espectadores en todos los estadios del país. En 1992 se añadió una segunda grada a la tribuna de Kemlyn Road, convirtiéndola en una tribuna de dos niveles. Incluía palcos y suites de lujo, así como 11 000 asientos. Los planes para ampliar la tribuna se habrían llevado a cabo antes, pero dos señoras de edad avanzada que vivían en Kemlyn Road se negaron a mudarse de su casa y los planes tuvieron que esperar. Cuando falleció una de las señoras y la otra finalmente decidió mudarse, los planes se pusieron en marcha. La tribuna fue reinaugurada oficialmente el 1 de septiembre de 1992 por el presidente de la UEFA Lennart Johansson y renombrada como Centenary Stand ("Tribuna del Centenario"), esto en conmemoración de los 100 años de existencia del Liverpool F.C. La tribuna Kop fue remodelada en 1994 después de las recomendaciones del informe Taylor y se convirtió en una tribuna con asiento para todos los espectadores; después de las modificaciones, su capacidad se redujo significativamente a aproximadamente 12 000 espectadores.
El 4 de diciembre de 1997 se desveló una estatua de bronce de Bill Shankly en el centro de visitantes localizado frente a la tribuna Kop. De más de 2,4 m de alto, la estatua representa a Shankly con una bufanda del club alrededor del cuello y en una pose familiar que él solía adoptar cuando los fanáticos le aplaudían. El monumento de Hillsborough se sitúa junto a las Puertas de Shankly y está siempre decorado con flores y tributos para las 97 personas que perdieron la vida en Hillsborough. En el centro del monumento se encuentra una llama que arde permanentemente, la cual simboliza la idea de que aquellos que murieron jamás serán olvidados. El cambio más reciente en Anfield se dio en 1998 al inaugurarse  la nueva tribuna de doble grada de Anfield Road. La tribuna, no obstante, ha causado  varios problemas desde su renovación. Durante el homenaje a Ronnie Moran contra el Celtic F.C. muchos seguidores se quejaron de que la grada superior se movía. A comienzos de la temporada de 1999-2000 tuvieron que colocarse diversos postes de sostén para dar mayor estabilidad a la parte superior de la tribuna.

### Futuro
Los planes originales para reemplazar a Anfield fueron iniciados por el Liverpool Football Club en mayo de 2002. En esa época la capacidad propuesta para el nuevo estadio fue de 55 000 espectadores, pero más tarde aumentó a 61 000. El 30 de julio de 2004 se le otorgó al Liverpool Football Club el permiso para construir un nuevo estadio, que se localizaría en Stanley Park, a tan solo 270 m de Anfield, y el 8 de septiembre de 2006 el Ayuntamiento accedió a otorgarle al Liverpool Football Club un contrato de arrendamiento del sitio propuesto por 999 años. Tras la toma de poder por George Gillett y Tom Hicks en la gerencia del Liverpool Football Club el 6 de febrero de 2007, el estadio propuesto fue rediseñado. En noviembre de 2007, el nuevo diseño fue aprobado por el ayuntamiento y se estableció que la construcción comenzaría en la primavera de 2008. 
Una vez estuviera terminado el nuevo estadio, Anfield sería demolido y el sitio se convertiría en la pieza central del desarrollo de Anfield Plaza, un complejo que incluirá un hotel, restaurantes y oficinas. Sin embargo, debido a la relación que tiene el club con el estadio, no se construirá un nuevo estadio, pues Anfield será remodelado. En su primera etapa, el estadio constará de 54,167 aficionados sentados mientras que en la segunda el estadio puede ampliarse hasta unas 59,000 aproximadamente.

## Estructura e instalaciones
El estadio original fue diseñado por Archibald Leitch, autor de los estadios de Arsenal, Mánchester United, Celtic y Rangers entre otros.
El terreno de juego se encuentra rodeado por cuatro tribunas, todas las cuales están techadas y tienen asientos para todos los espectadores. Las tribunas se llaman Anfield Road, Centenary Stand ("Tribuna del Centenario"), Spion Kop y Main Stand ("Tribuna Principal"). Las tribunas de Anfield Road y Centenary Stand tienen dos niveles, mientras que Kop y Main Stand cuentan con un solo nivel. La capacidad total del estadio es de 45 370 espectadores.

Diagrama de Anfield.

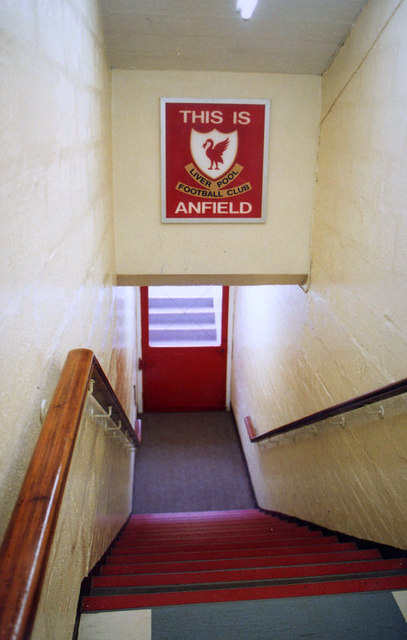
Letrero "This is Anfield" que recuerda a los visitantes en dónde están.

La tribuna de Centenary Stand originalmente se llamaba Kemlyn Road hasta que se le agregó el segundo nivel. Después de que se completara la ampliación, la tribuna sirvió para celebrar el centésimo aniversario del club. La capacidad de la tribuna es de 11 762 espectadores, con 4600 lugares en la parte superior y 6814 en la inferior, además de 348 asientos en los palcos localizados en la parte media la tribuna. Parte de la tribuna de Anfield Road se usa para alojar a los aficionados del equipo visitante. Siendo originalmente una tribuna simple con un solo nivel y asientos multicolores, se ha añadido un segundo nivel a la tribuna original para incrementar su capacidad a 9074 aficionados, consistiendo en 2654 asientos en la parte superior y 6391 en la inferior con 29 espacios para personas discapacitadas. La Kop fue construida originalmente como una grada descubierta y sin asientos, capaz de albergar a 30 000 espectadores, y fue techada en 1928. Sin embargo, después de la tragedia de Hillsborough y del consiguiente informe Taylor, se construyó una nueva Kop con asientos para todos los aficionados, reduciendo drásticamente su capacidad a 12 409 lugares, además de contar con 9 espacios para discapacitados. La tribuna de Main Stand contiene los palcos principales y los vestidores de los jugadores. La capacidad de la tribuna es de 12 277 asientos, consistiendo en 9597 asientos en la tribuna principal, 2409 en la zona baja —detrás de los banquillos—, 177 en los palcos principales, 54 en los palcos de prensa y 40 espacios para discapacitados. actualmente la tribuna Main Stand está pasando por una remodelación que consiste en la construcción de una segunda y tercera bandeja que aumentaría su capacidad hasta en 8000 lugares más, esto no afecta a su utilidad y ni la del estadio en si ya que esta tribuna está siendo levantada en el exterior de la fachada del estadio utilizando técnicas similares que se aplicaron para ampliar la tribuna centenary del mismo estadio
Sobre las escaleras que llevan hacia la cancha cuelga un letrero que dice This is Anfield ("Esto es Anfield"). Su objetivo es intimidar a los oponentes y darle suerte a quienes lo tocan. Por consiguiente, los jugadores del Liverpool suelen levantar una o ambas manos para tocarlo cuando pasan por debajo.
En total hay 32 espacios para acomodar a visitantes con sillas de ruedas; 22 de estos espacios se destinan a venta general, 8 son para los aficionados visitantes y otros 2 se mantienen libres para cualquier emergencia. Hay 36 espacios para aficionados con trastornos de la visión. Estos lugares se sitúan en la parte baja de Main Stand, con espacio además para un acompañante. A los usuarios de estas plazas se les proporcionan unos auriculares para oír comentarios.
El estadio cuenta con tributos a dos de los entrenadores más exitosos del club: las Puertas Paisley, en honor a Bob Paisley, quien guio al Liverpool a tres Copas de Europa y seis campeonatos de Liga entre los años 1970 y 1980; y las Puertas Shankly, en honor a Bill Shankly, predecesor de Paisley entre 1959 y 1974. Hay otro tributo a Shankly, una estatua suya de bronce en el centro de visitantes frente a la Kop.
Las dimensiones de la cancha en Anfield son 101 x 68 m (111 x 74 yardas), medidas que están justo por encima de las recomendadas por la FA. Durante la temporada de fútbol el césped es cortado dos veces por semana, y durante la temporada de descanso se corta cuatro veces por semana. El paso mide aproximadamente una pulgada de alto durante la temporada de partidos, y dos pulgadas el resto del año. En 1982 se instaló la calefacción subterránea. En los días que hay partido, los encargados del terreno de juego son asistidos por trabajadores del campo de entrenamiento del Liverpool, llamado Melwood. Les asisten rellenando los hoyos que haya en el campo durante el medio tiempo, y usualmente pasan dos horas después de terminado un encuentro restaurando la cancha. Hay de 400 a 420 personas en servicio durante los días de juego, además de 65 policías, un doctor, dos equipos de paramédicos y 40 oficiales de St. John Ambulance. La seguridad en el estadio es muy intensa, ya que engloba una estación de policía interna, un sistema de detección de incendios conectado al cuerpo de bomberos de Merseyside, puertas de salida electrónicas, cámaras CCTV dentro y fuera del inmueble, cuatro habitaciones de primeros auxilios completamente equipadas y tres ambulancias.
El acceso al estadio se realiza a través de tarjetas inteligentes RFID en lugar de usar los torniquetes tradicionales. Este sistema, utilizado en los 80 torniquetes alrededor de Anfield, fue introducido en 2005.

### Transporte
El estadio se encuentra aproximadamente a 3 km (2 mi) de la Estación de Lime Street, la cual es una ramificación de la West Coast Main Line. La Estación de Kirkdale es la más cercana a Anfield, hallándose a aproximadamente una milla del estadio. El inmueble no cuenta con estacionamiento para los hinchas.

## Otros usos

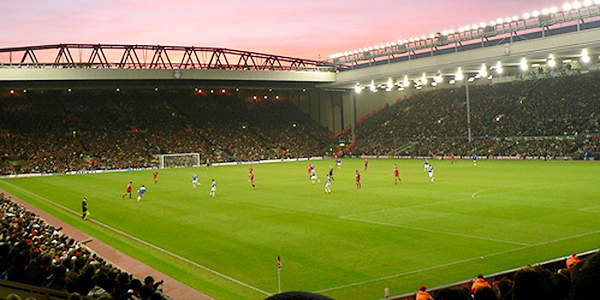
Anfield al atardecer.

Anfield ha albergado numerosos partidos internacionales, y fue uno de los recintos utilizados durante la Eurocopa de 1996; el estadio alojó cuatro partidos en aquella competencia, de los cuales tres fueron de ronda de grupos y uno fue de cuartos de final. El primer partido internacional celebrado en Anfield fue un encuentro entre Inglaterra e Irlanda en 1889, el cual terminó con victoria para los ingleses por 6:1. Inglaterra también ha jugado contra Gales en tres ocasiones en este estadio, en 1905, 1922 y 1931, ganando los ingleses los tres partidos. El partido internacional más reciente en ser celebrado en Anfield fue una victoria de Inglaterra 2:1 sobre Uruguay el 1 de marzo de 2006. Anfield además ha albergado cinco semifinales de la FA Cup, la última de ellas en 1929.
Anfield ha sido sede de muchos otros eventos, y durante los años de guerra se realizaban regularmente peleas de boxeo en el lugar. Algunos campeonatos británicos fueron disputados en el inmueble, como el celebrado el 12 de junio de 1934, cuando Nelson Tarleton peleó por el Título Mundial de Peso Pluma contra Freddie Miller. Incluso fue jugado alguna vez tenis profesional en Anfield, con el campeón del Abierto de los Estados Unidos, Bill Tilden, y el campeón de Wimbledon, Fred Perry, entreteniendo a las masas en un partido de exhibición. A mediados de los años 1920, Anfield sirvió como meta del maratón de la ciudad. En julio de 1984, el evangelista estadounidense Billy Graham predicó en Anfield por una semana ante más de 30 000 personas por noche.

### Partidos de la Eurocopa 1996

#### Ronda de grupos
Anfield fue sede de tres de los partidos del Grupo C durante la ronda de grupos. Los otros tres partidos fueron celebrados en Old Trafford, estadio localizado en Mánchester.
| 11 de junio de 1945, 16:30 | Italia         | 2-1 | Rusia          | Anfield, Liverpool                                                   |                                                                      |
|                            | SIN RESULTADOS |     | SIN RESULTADOS | Asistencia: 36.000 espectadores Árbitro(s): Leslie Mottram (Escocia) | Asistencia: 36.000 espectadores Árbitro(s): Leslie Mottram (Escocia) |

| 14 de junio de 1945, 19:30 | República Checa | 2-1 | Italia         | Anfield, Liverpool                                                       |                                                                          |
|                            | SIN RESULTADOS  |     | SIN RESULTADOS | Asistencia: 38.000 espectadores Árbitro(s): Antonio López Nieto (España) | Asistencia: 38.000 espectadores Árbitro(s): Antonio López Nieto (España) |

| 19 de junio de 1996, 19:30 | Rusia                                     | 3-3 | República Checa                   | Anfield, Liverpool                                                |                                                                   |
|                            | Mostovoi 49' Tetradze 54' Beschástnyj 85' |     | Suchopárek 5' Kuka 19' Šmicer 88' | Asistencia: 22.000 espectadores Árbitro(s): Anders Frisk (Suecia) | Asistencia: 22.000 espectadores Árbitro(s): Anders Frisk (Suecia) |

#### Cuartos de final
| 22 de junio de 1996, 18:30 | Países Bajos | 0-0 | Francia | Anfield, Liverpool                                                       |  |
|                            |              |     |         | Asistencia: 38.000 espectadores Árbitro(s): Antonio López Nieto (España) |  |

| Tanda de penales |  |     |  |           |
| de Kock          |  | 1:1 |  | Zidane    |
| Ronald de Boer   |  | 2:2 |  | Djorkaeff |
| Kluivert         |  | 3:3 |  | Lizarazu  |
| Seedorf          |  | 3:4 |  | Guérin    |
| Blind            |  | 4:5 |  | Blanc     |

## Récords

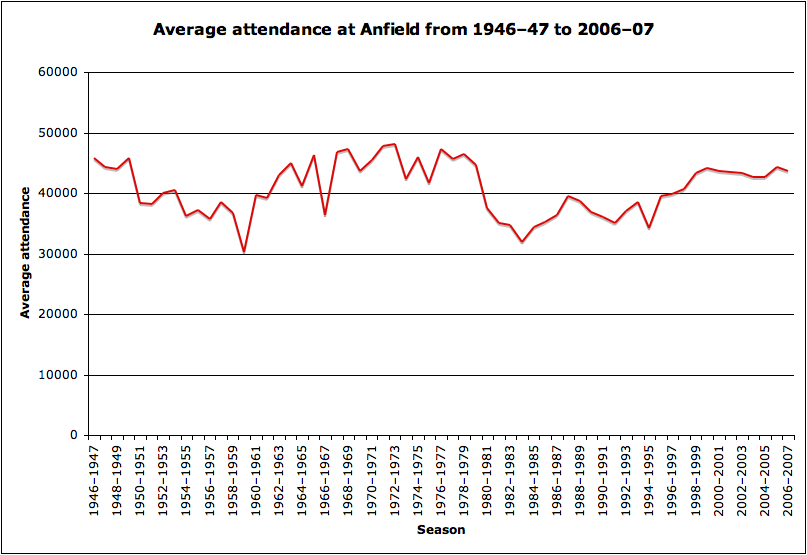
Asistencia promedio a Anfield desde 1947.

La mayor asistencia registrada en Anfield ha sido de 61.905 espectadores que se dieron cita para el encuentro del Liverpool contra Wolverhampton Wanderers F.C. por la cuarta ronda de la FA Cup el 2 de febrero de 1952. La asistencia récord habiendo asientos para cada espectador ha sido de 44 983 aficionados durante un partido contra Tottenham Hotspur F.C. el 14 de enero de 2006. La menor asistencia registrada en Anfield fue de 1000 espectadores para un partido contra Loughborough F.C. el 7 de diciembre de 1895. La mayor asistencia promedio durante una temporada en Anfield fue de 48 127 aficionados por partido, establecida en la temporada de 1972-73. La menor asistencia promedio en Anfield fue de 29 608 espectadores por juego, establecida en la temporada de 1960-61, cuando el equipo estuvo en la Segunda División. La mayor asistencia global durante una temporada fue registrada en la temporada de 2000-01 cuando el total de espectadores fue de 1 328 482, temporada en la que Liverpool ganó un triplete de FA Cup, Football League Cup y Copa de la UEFA.
Liverpool no perdió un solo partido de liga en Anfield durante las temporadas de 1893-94, 1970-71, 1976-77, 1978-79, 1979-80 y 1987-88. Incluso ganaron todos sus partidos de locales durante la temporada de 1893-94. De enero de 1978 a enero de 1981, Liverpool no perdió un solo partido en Anfield, abarcando 85 encuentros en los cuales Liverpool anotó 212 goles y permitió 35. El récord de ventas para un partido en Anfield es de £496 000, recaudadas durante un partido del 3 de abril de 1996 contra Newcastle United.
Liverpool además rompió en Anfield el récord de goles anotados en la Liga de Campeones de la UEFA al derrotar al Beşiktaş de Turquía por 8:0 el 6 de noviembre de 2007, igualado por Real Madrid 8-0 Malmo en la edición 2015-16.